# 苏热 (安德尔省)
苏热（法語：Sougé，法語發音：[suʒe]）是法国安德尔省的一个市镇，属于沙托鲁区。

## 地理
苏热（46°57'48"N, 1°29'15"E）面积13.02 平方千米，位于法国中央-卢瓦尔河谷大区安德尔省，该省份为法国中部省份，北起卢瓦-谢尔省，西北接安德尔-卢瓦尔省，西南接维埃纳省，南至克勒兹省和上维埃纳省，东临谢尔省。
与苏热接壤的市镇（或旧市镇、城区）包括：阿尔日、弗雷迪耶、佩勒瓦桑、勒夫鲁。

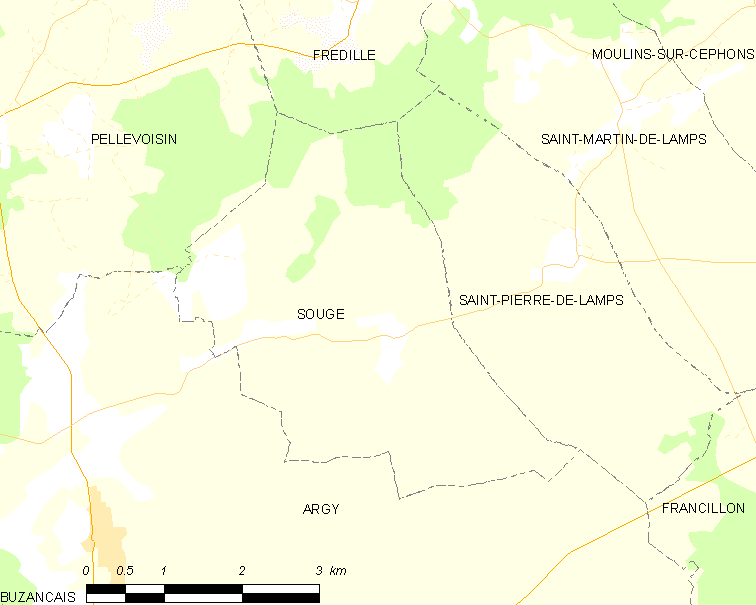
的OSM定位图

苏热的时区为UTC+01:00、UTC+02:00（夏令时）。

## 行政
苏热的邮政编码为36500，INSEE市镇编码为36218。

## 政治
苏热所属的省级选区为比藏赛县。

## 人口

1962-2008年间人口变化图示

苏热于2022年1月1日时的人口数量为146人。